# Copris sabinus
Copris sabinus är en skalbaggsart som beskrevs av Gillet 1910. Copris sabinus ingår i släktet Copris och familjen bladhorningar. Inga underarter finns listade i Catalogue of Life.